# Ентоні Майкл Голл
Ентоні Майкл Голл (англ. Anthony Michael Hall; нар. 14 квітня 1968) — американський актор, найбільш відомий за головними ролями у фільмах Джона Г'юза «Шістнадцять свічок», «Клуб „Сніданок“» і «Чудернацька наука».

## Біографія
Майкл Ентоні Голл народився 14 квітня 1968 року в місті Вест-Роксбері, штат Массачусетс. Його мати джазова співачка Мерседес Голл розлучилася з його батьком Ларрі, коли йому було шість місяців. Коли Майклу було три роки, він з матір'ю переїхав на західне узбережжя, а півтора роки по тому вони переїхали до Нью-Йорку, де і виріс Ентоні Майкл. Тут його мати одружилася з Томасом Честаро, менеджером шоу-бізнесу.
Ентоні почав кар'єру у віці семи років з рекламних роликів для телебачення. Він змінив ім'я з Майкл Ентоні на Ентоні Майкл, бо вже був актор Майкл Голл. Сценічний дебют Ентоні Голла у театрі відбувся 1977 року. 1980 року він дебютував на телеекрані у телефільмі «Золотий жук», у якому грав молодого Аллана По. Наступного року він зіграв незначну роль у серіалі «Мандрівка Дженніфер», а 1982 — роль Гекльберрі Фінна у телефільмі «Шахраї і грабіжники: Таємні пригоди Тома Соєра и Гека Фінна».
1982 року Ентоні отримав одну з головних ролей у фільмі «Банда шести». 1983 року отримав роль Расті 
Грізволда у дуже успішному фільмі «Канікули» з Чеві Чейзом у головній ролі. Визначною для Голла стала роль у фільмі Джона Г'юза «Шістнадцять свічок» (1984). За цю роль він отримала премію «Молодий актор». Після виходу «Шістнадцяти свічок» Ентоні відмовився зніматися у продовженні «Канікул» і 1985 року знявся в підлітковому хіті «Клуб „Сніданок“» разом з Еміліо Естевесом, Джаддом Нельсоном і Моллі Рінгволд. Того ж 1985 року Голл знявся у головній ролі у фільмі «Чудернацька наука». Через ці ролі за Ентоні Голлом могло закріпитися кліше «екранного ботана», тому він відмовився від ролі Філіппа «Дакі» Дейла у новому фільмі Г'юза «Красуня у рожевому». У сезоні 1985/1986 років він приєднався до акторського ансамблю телешоу Суботнього вечора в прямому ефірі, ставши самим молодим його учасником.
Голлу пропонували роль у фільмі 1987 року «Суцільнометалева оболонка», але потім віддали роль, на яку його планували, іншому актору. Наступним його фільмом став «Джонні, будь хорошим», де його партнерами були Ума Турман і Роберт Дауні (молодший), але фільм провалився у прокаті.
1988 року Ентоні Майкл Голл зіграв «поганого хлопця» Джима у фільмі «Едвард Руки-ножиці», який мав великий успіх.
На початку 90-х кар'єра Голла пішла на спад, він став зніматися в малобюджетних фільмах і серіалах.

## Фільмографія

### Кінофільми
| Рік  |   | Українська назва           | Оригінальна назва                | Роль                      |
| ---- | - | -------------------------- | -------------------------------- | ------------------------- |
| 1982 | ф | Банда шести                | Six Pack                         | Док                       |
| 1983 | ф | Канікули                   | National Lampoon’s Vacation      | Расті Грізволд            |
| 1984 | ф | Шістнадцять свічок         | Sixteen Candles                  | Тед Фармер                |
| 1985 | ф | Клуб «Сніданок»            | The Breakfast Club               | Браян Джонсон             |
| 1985 | ф | Чудернацька наука          | Weird Science                    | Гері Веллес               |
| 1986 | ф | Поза межами                | Out of Bounds                    | Деріл Кейдж               |
| 1988 | ф | Джонні, будь хорошим       | Johnny Be Good                   | Джоні Вокер               |
| 1990 | ф | Едвард Руки-ножиці         | Edward Scissorhands              | Джим                      |
| 1990 | ф | Гном на ім'я Гнорм         | A Gnome Named Gnorm              | детектив Кейсі Галлахер   |
| 1992 | ф | Операція «До центра Сонця» | Into the Sun                     | Том Слейд                 |
| 1993 | ф | Шість ступенів відчуження  | Six Degrees Of Separation        | Трент Конвей              |
| 1994 | ф | Аве Цезарь                 | Hail Caesar                      | Юлій Цезар Макмерті       |
| 1994 | ф | Кого б мені вбити?         | Who Do I Gotta Kill?             | Кевін Фрідленд            |
| 1996 | ф | Могила                     | The Grave                        | Тревіс Перселл            |
| 1997 | ф |                            | Trojan War                       | водій автобуса            |
| 2000 | ф |                            | The Photographer                 | Грег                      |
| 2001 | ф | Пішов ти Фредді            | Freddy Got Fingered              | містер Дейв Девідсон      |
| 2001 | ф |                            | Hysteria - The Def Leppard Story | Роберт Джон Ланг          |
| 2002 | ф | Все про Бенджамінів        | All About the Benjamins          | "Lil J"                   |
| 2005 | ф |                            | Funny Valentine                  | Джош                      |
| 2008 | ф | Темний лицар               | The Dark Knight                  | Майк Енгел                |
| 2013 | ф | Мрець в Тумбстоуні         | Dead in Tombstone                | Ред «Рохо» Кавано         |
| 2014 | ф | Мисливець на лисиць        | Foxcatcher                       | Джек                      |
| 2015 | ф |                            | Results                          | Грігорі                   |
| 2016 | ф | Закон ночі                 | Live by Night                    | Гері Л. Сміт              |
| 2017 | ф | Машина війни               | War Machine                      | генерал-майор Генк Пулвер |
| 2021 | ф | Хелловін убиває            | Halloween Kills                  | Томмі Дойл                |
| 2022 | ф | Клерки 3                   | Clerks III                       | камео                     |
| 2024 | ф | Шлях відплати              | Trigger Warning                  | Єзекіїль Сванн            |
| 2024 | ф |                            | Air Force One Down               | Сем Волтман               |

### Телебачення
| Рік       |    | Українська назва                       | Оригінальна назва                                                      | Роль                                                        |
| --------- | -- | -------------------------------------- | ---------------------------------------------------------------------- | ----------------------------------------------------------- |
| 1980      | тф | Золотий жук                            | The Gold Bug                                                           | молодий Едгар Аллан По                                      |
| 1982      | тф | Таємні пригоди Тома Соєра и Гека Фінна | Rascals and Robbers: The Secret Adventures of Tom Sawyer and Huck Finn | Гекльберрі Фінн                                             |
| 1985—1986 | с  | Суботнього вечора в прямому ефірі      | Saturday Night Live                                                    | різні ролі (12 епізодів)                                    |
| 1993      | с  | Байки зі склепу                        | Tales from the Crypt                                                   | Реджі (Епізод: "Creep Course")                              |
| 1995      | с  | Поліція Нью-Йорка                      | NYPD Blue                                                              | Хенсон Райкер (Епізод: "Travels with Andy")                 |
| 1996      | с  | Вона написала вбивство                 | Murder, She Wrote                                                      | Лес Франклін (Епізод: "What You Don't Know Can Kill You")   |
| 1996      | с  | Дотик янгола                           | Touched by an Angel                                                    | Томас Прескотт (Епізод: "Flesh and Blood")                  |
| 1997      | с  |                                        | Claude's Crib                                                          | "Shorty" (9 епізодів)                                       |
| 1997      | с  | Діагноз: Вбивство                      | Diagnosis: Murder                                                      | доктор Джонсон (Епізод: "Looks Can Kill")                   |
| 1998      | с  | Полтергейст: Спадщина                  | Poltergeist: The Legacy                                                | Джон Гріффін (Епізод: "Debt of Honor")                      |
| 1999      | с  | Дотик янгола                           | Touched by an Angel                                                    | Томас Прескотт (Епізод: "Full Circle")                      |
| 1999      | тф | Пірати Кремнієвої долини               | Pirates of Silicon Valley                                              | Білл Гейтс                                                  |
| 2002—2007 | с  | Мертва зона                            | The Dead Zone                                                          | Джон Сміт (81 епізод)                                       |
| 2007      | с  | Антураж                                | Entourage                                                              | камео (Епізод: "The First Cut is the Deepest")              |
| 2009      | с  | Спільнота                              | Community                                                              | Майк Чілада (Епізод: "Comparative Religion")                |
| 2010      | с  | C.S.I.: Місце злочину Маямі            | CSI: Miami                                                             | доктор Джеймс Бредстон (Епізод: "In the Wind")              |
| 2011—2012 | с  | Сховище 13                             | Warehouse 13                                                           | Волтер Сайкс (5 епізодів)                                   |
| 2011      | с  | Спільнота                              | Community                                                              | Майк Чілада (Епізод: "A Fistful of Paintballs")             |
| 2013      | с  | Незграбна                              | Awkward                                                                | містер Гарт (10 епізодів)                                   |
| 2013      | с  | Ясновидець                             | Psych                                                                  | Гарріс Траут (3 епізоди)                                    |
| 2015      | с  | Нація Z                                | Z Nation                                                               | Гідеон Гулд (Епізод: "Corporate Retreat")                   |
| 2016      | с  |                                        | Murder in the First                                                    | Пол Барнс (5 епізодів)                                      |
| 2018      | с  | Рівердейл                              | Riverdale                                                              | директор (Епізод: "Chapter Thirty-Nine: The Midnight Club") |
| 2019      | с  | Агенти Щ.И.Т.                          | Agents of S.H.I.E.L.D.                                                 | Містер Кітсон (Епізод: "Toldja")                            |
| 2019—2023 | с  | Ґолдберги                              | The Goldbergs                                                          | Расті Перотт (9 епізодів)                                   |
| 2020      | с  | Чорний список                          | The Blacklist                                                          | Роббі Ресслер (2 епізоди)                                   |
| 2023      | с  | Бош: Спадщина                          | Bosch: Legacy                                                          | агент Вільям Бейрон (5 епізодів)                            |
| 2025      | с  | Річер                                  | Reacher                                                                | Закарі Бек                                                  |
| 2025      | с  | Венздей                                | Wednesday                                                              | Рон Крюгер                                                  |

## Нагороди

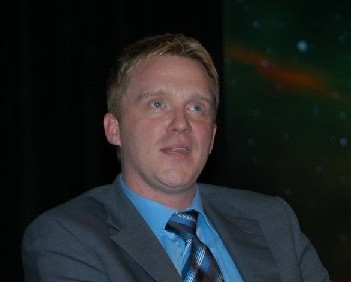

1984 року Ентоні Майкл Голл отримав нагороду «Фонду молодого актора» (англ. Young Artist Foundation) Молодий актор найкращому молодому актору за виконання головної ролі у фільмі Шістнадцять свічок.
2005 року Голл разом з Моллі Рінгволд і Еллі Шиді отримав «Срібне відерце майстерності» (спеціальну премію MTV Movie & TV Awards) на честь двадцятиліття виходу на екрани культового фільму «Клуб «Сніданок»». Ще двоє головних героїв тієї стрічки — Еміліо Естевес та Джадд Нельсон були відсутні, а премію артистам вручав Пол Глісон, що теж був виконавцем однієї з ролей у цьому фільмі.